# La donna di paglia
La donna di paglia (Woman of Straw) è un film del 1964 diretto da Basil Dearden.
Il soggetto è tratto da un romanzo di Catherine Arley; i protagonisti sono Gina Lollobrigida e Sean Connery.

## Trama
Charles Richmond, un facoltoso e sgradevole anziano inglese, poiché molto malato viene affidato alle cure dell'infermiera Maria. La bella ragazza, seppur inizialmente poco convinta a prestare servizio presso un anziano tanto odioso, cambia idea dopo le insistenze dell'affascinante nipote di Charles, Anthony, che la convince a restare proponendole un piano per far cambiare testamento all'anziano e potersi spartire il suo patrimonio. Dopo qualche tempo Charles chiede alla donna di sposarlo. Lei accetta e con il tempo comincia ad affezionarsene. Durante una gita in barca l'anziano uomo muore: proprio il giorno dopo aver cambiato il testamento in favore della moglie. Si scoprirà poi che Charles è stato assassinato. Il colpevole verrà alla fine incastrato grazie ad una prova schiacciante.